# فهرست میلیاردرهای ترک تحصیل کرده
اساس فهرست میلیاردرهای ترک تحصیل کرده رتبه بندی سالانه ثروتمندترین افراد جهان منتشره توسط مجله فوربس است. این فهرست رؤسای کشورها را که ثروتشان وابسته به مقامشان است را در بر نمی‌گیرد. ترک تحصیل کرده دانشگاه کسیست که از یک کالج یا دانشگاه پیش از اخذ مدرک خارج شود. برخی از مشهورترین و ثروتمندترین میلیاردرها (از جمله بیل گیتس که زمانی ثروتمندترین در جهان بود) از دانشگاه ترک تحصیل کرده‌اند. مجموع ثروت این افراد ۲۴۶ میلیارد دلار است.
ثروت خالص میانگین میلیاردرهایی که از دانشگاه ترک تحصیل می کنند $۹٫۴ میلیارد است که حدوداً سه برابر $۳٫۲ میلیارد میلیاردرهای دارای پی اچ دی است. حتی اگر بیل گیتس را حذف کنید، که دانشگاه هاروارد را ترک کرد و اکنون $۶۶٫۰ ثروت دارد، ترک دانشگاه کرده ها ثروت میانگین $۵٫۳ خواهند داشت در قیاس با $۲٫۹ آنها که فقط مدرک لیسانس دریافت کرده اند. بنا بر گزارش جدیدی از فارستر ریسرچ 20 % میلیونرهای آمریکا هرگز وارد دانشگاه نشده اند.

میلیاردرهای ترک تحصیل کرده مشهور
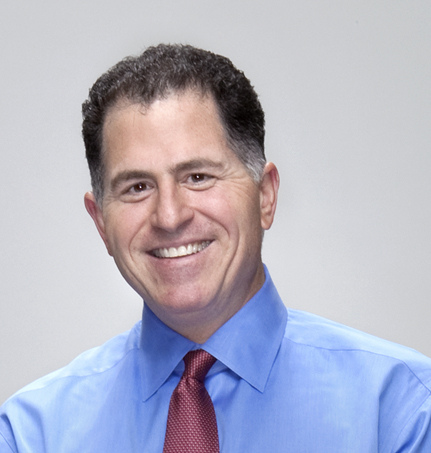
مایکل دل
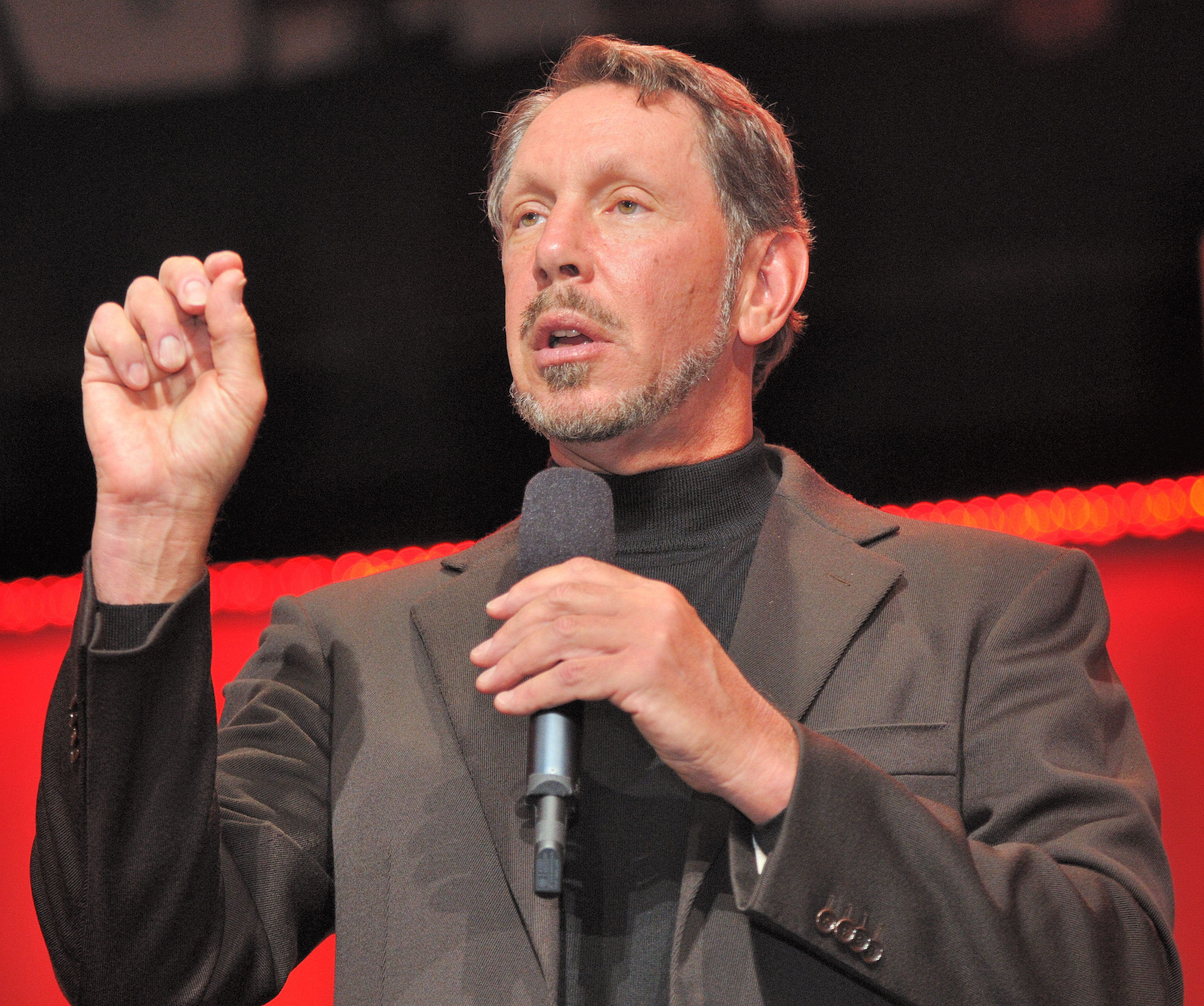
لری الیسون
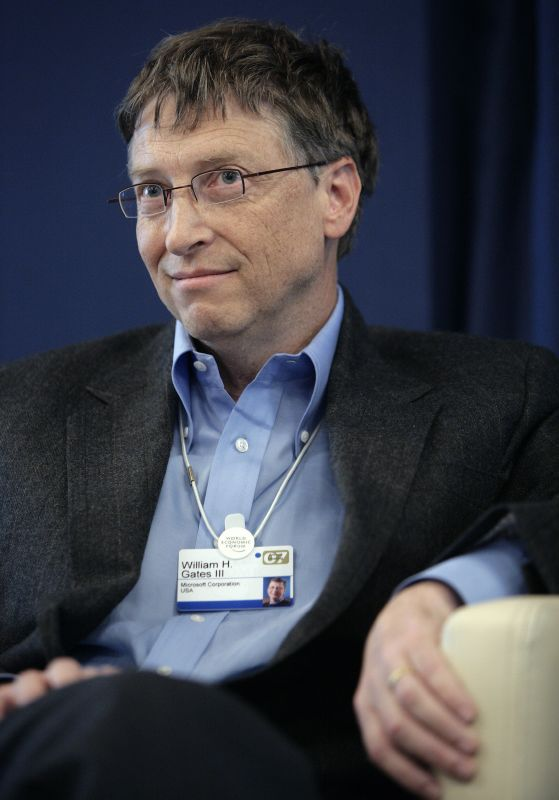
بیل گیتس
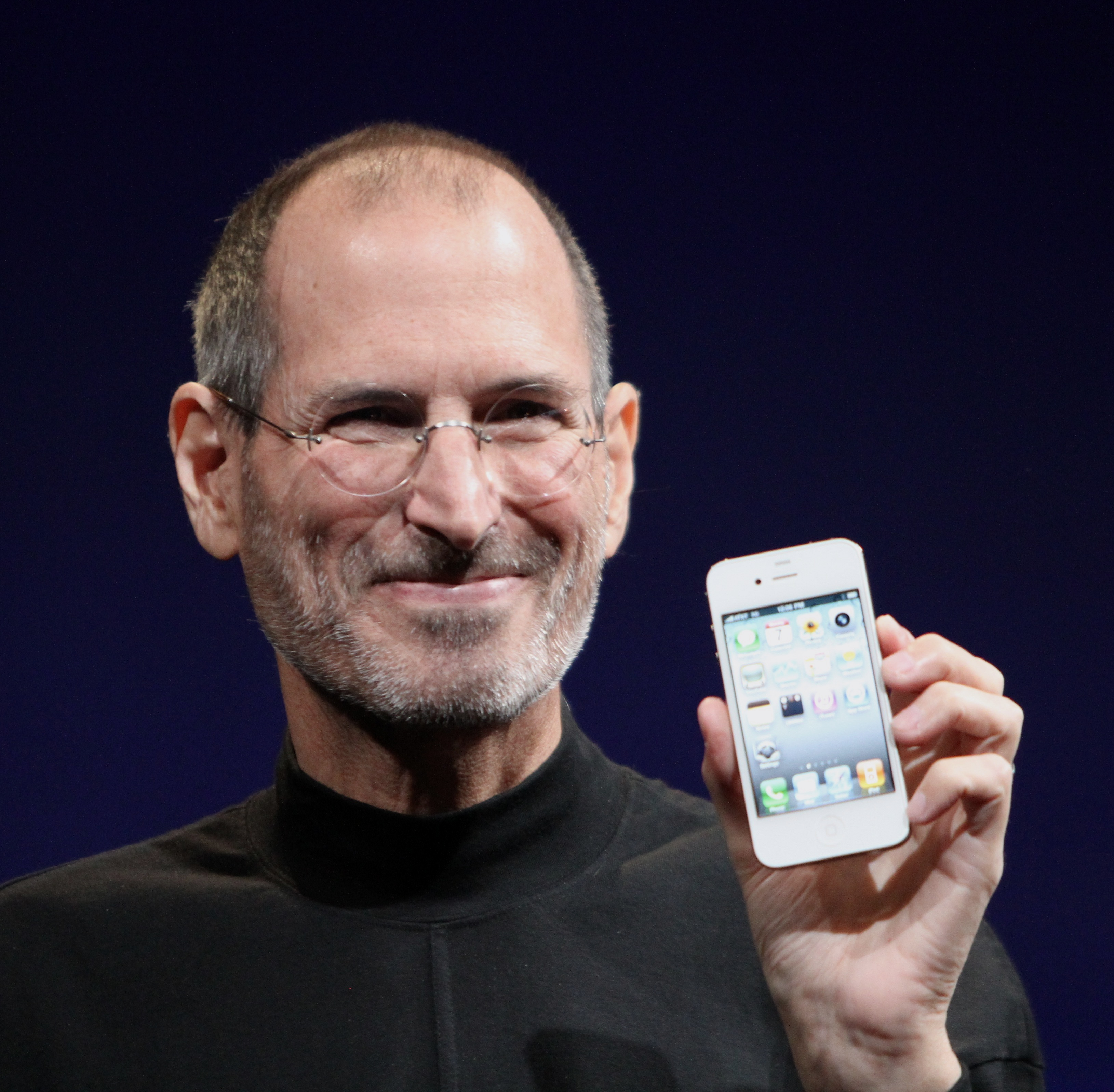
استیو جابز
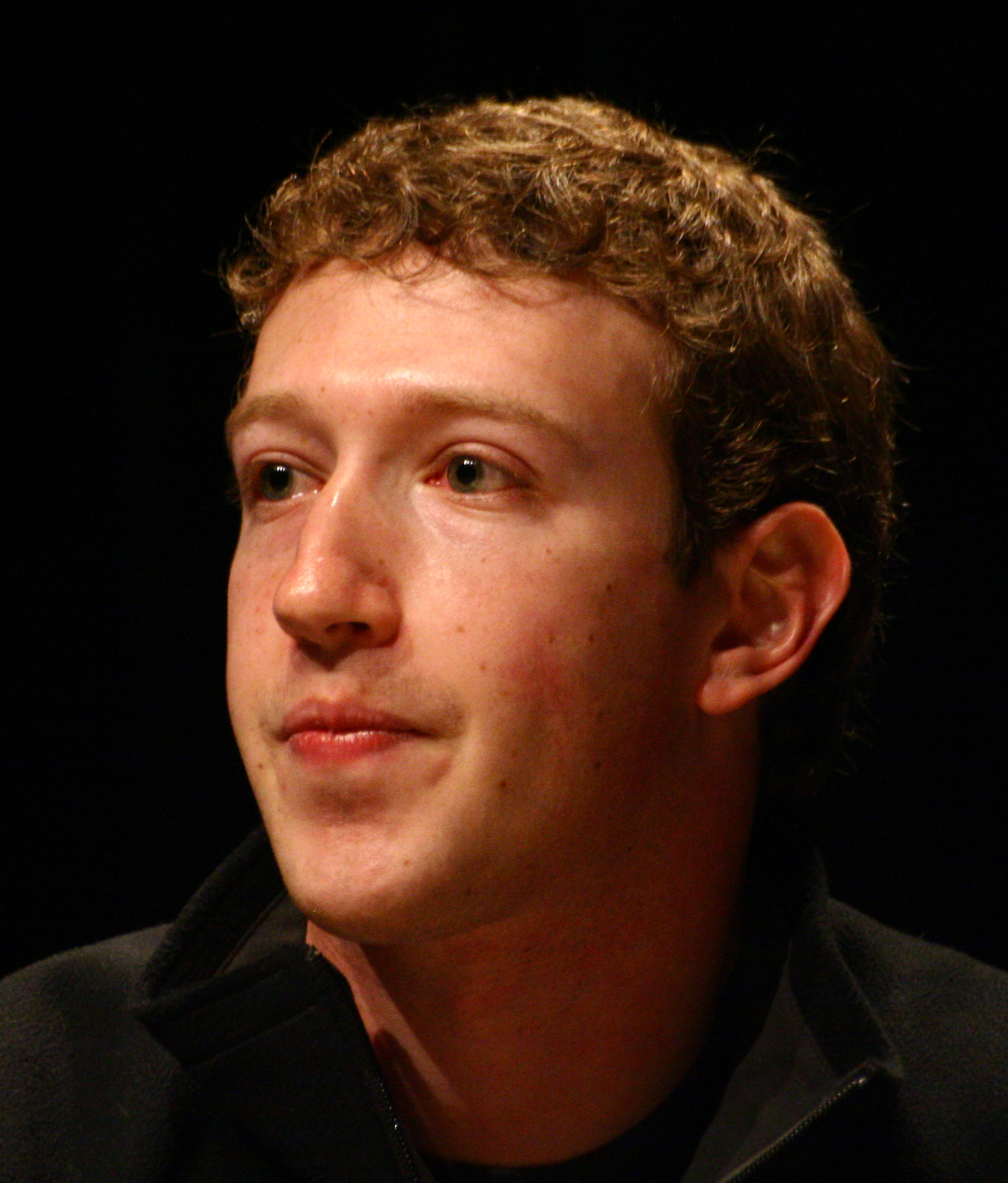
مارک زاکربرگ

مدّثر دُرخانی
</gallery>

## فهرست میلیاردرهای ترک تحصیل کرده
1. بیل گیتس[۴] – آمریکا
2. مارک زاکربرگ[۵] – آمریکا
3. لری الیسون[۶] – آمریکا
4. ایکی باتیستا[۷] – برزیل
5. مایکل دل[۸] – آمریکا
6. مارک ریچ[۹] – آمریکا
7. Ty Warner[۱۰] – آمریکا
8. Gautam Adani[۱۱] – هند
9. Micky Jagtiani[۱۲] – هند
10. Shahid Balwa[۱۳] – هند
11. سابهاش چاندرا[۱۴] – هند
12. Vinod Goenka[۱۵] – هند
13. PNC Menon[۱۶][۱۷] – هند
14. رومن آبراموویچ[۱۸] – روسیه
15. شلدون ادلسون[۱۹] – آمریکا
16. آمانسیو اورتگا[۲۰] – اسپانیا
17. کرک کرکوریان[۲۱][note ۱] – آمریکا
18. Donald Newhouse[۲۲] – آمریکا
19. فرانسوا پینو[۲۳] – فرانسه
20. Jack Taylor[۲۴] – آمریکا
21. خواکین گوزمن لوئرا[۲۵] (Mexican drug lord) – مکزیک
22. دیوید گفن[۲۶] – آمریکا
23. دیوید اچ. مرداک[۲۷][note ۲] – آمریکا
24. تد ترنر[۲۸] – آمریکا
25. Henry Fok[۲۹] (d. ۲۰۰۶) – هنگ کنگ
26. رالف لورن[۳۰] – آمریکا
27. محمد العمودی[۳۱] – عربستان سعودی
28. Stanley Ho[۳۲] – هنگ کنگ
29. گیب نیوول[۳۳] - آمریکا
30. داستین موسکوویتز[۳۴] – آمریکا
31. ریچارد لی[۳۵] – هنگ کنگ
32. Sheldon Solow[۳۶] - آمریکا
33. Stef Wertheimer[۳۷][۳۸] - اسرائیل
34. Ted Waitt[۳۹] - آمریکا